# Arthropsis hispanica
Arthropsis hispanica är en svampart som beskrevs av Gené, Ulfig & Guarro 1995. Arthropsis hispanica ingår i släktet Arthropsis, ordningen Onygenales, klassen Eurotiomycetes, divisionen sporsäcksvampar och riket svampar.   Inga underarter finns listade i Catalogue of Life.